# Paula Schramm
Paula Schramm (Potsdam, 11 ottobre 1989) è un'attrice e doppiatrice tedesca.

## Biografia
Il suo primo ruolo è stato all'età di sette anni. In aggiunta, è apparsa in numerose serie TV e il cast principale comprende quattro anni di serie televisiva settimanale Schloss Einstein su KiKA.
Il suo primo ruolo da grande film è stato nel film d'esordio di "French for Beginners - Lezioni d'amore" nella parte di Valerie diretto da Christian Ditter pubblicato nel giugno 2006 (in Germania) e ad agosto 2009 in Italia su Italia1.
È fidanzata con l'attore austriaco Laurence Rupp. Nel marzo 2015 è nato il primo figlio (secondo di Rupp) Karl.

## Filmografia

### Cinema
- Gripsholm, regia di Xavier Koller (2000)
- French for Beginners - Lezioni d'amore (Französisch für Anfänger), regia di Christian Ditter (2006)
- La tribù del pallone - L'ultimo goal (Die Wilden Kerle 5 - Hinter dem Horizont), regia di Joachim Masannek (2008)
- Killer Bees - Api assassine (Die Bienen - Tödliche Bedrohung), regia di Michael Karen (2008)
- Le galline selvatiche e la vita (Die Wilden Hühner und das Leben), regia di Vivian Naefe (2009)
- Der böse Onkel, regia di Urs Odermatt (2011)
- Anonymous, regia di Roland Emmerich (2011)
- Rosamunde Pilcher - Incontro con il passato, regia di Marco Serafini (2017)
- Rosamunde Pilcher - Un'eredità pesante, regia di Heidi Kranz (2019)
- Un'isola per cambiare, regia di Vanessa Jopp (2023)
- L'aggiusta-cuori, regia di Shirel Peleg (2024)

### Televisione
- Ciao dottore! - serie TV, (1997)
- Praxis Bülowbogen - serie TV, (1997)
- OP ruft Dr. Bruckner - Die besten Ärzte Deutschlands - serie TV, (1998)
- Il nostro amico Charly - serie TV, (1999)
- Beim nächsten Coup … wird alles anders - serie TV, (2000)
- Gute Zeiten, schlechte Zeiten - serie TV, (2000)
- Il nostro amico Charly - serie TV, (2000)
- Fahr zur Hölle, Schwester - serie TV, (2001)
- Schloss Einstein - serie TV, (2001–2006)
- Meine schönsten Jahre - serie TV, (2003)
- Appassionata, regia di Paula Kelly (2004) – film TV
- Abschnitt 40 - serie TV, (2005)
- Allein unter Bauern - serie TV, (2006)
- La nostra amica Robbie - serie TV, (2007–2008)
- In aller Freundschaft - serie TV, (2007)
- Un caso per due - serie TV, (2008)
- Sklaven und Herren, regia di Stefan Kornatz (2008) – film TV
- Die Brücke, regia di Wolfgang Panzer (2008) – film TV
- Doctors Diary - serie TV, (2009)
- Medici in corsia - serie TV, (2015)
- Inga Lindström: L'altra figlia (Die andere Tochter), regia di Stefanie Sycholt (2018) – film TV
- SOKO Hamburg - serie TV, (2019)

## Teatrografia
- Ballett, Sommermärchen (1997-2004)
- Die Fledermaus (2007-2008)

## Doppiatrici italiane
Nelle versioni in italiano dei suoi film, Paula Schramm è stata doppiata da:
- Alessandra Karpoff in La tribù del pallone - L'ultimo goal
- Alessia La Monica in French for Beginners - Lezioni d'amore
- Eleonora Reti in Rosamunde Pilcher - Incontro con il passato
- Ilaria Latini in Rosamunde Pilcher - Un'eredità pesante